# Северный Екатерининский канал
Се́верный Екатери́нинский кана́л — заброшенный ранее судоходный канал в Республике Коми и Пермском крае (Россия). Соединяет реки Джурич (приток Южной Кельтмы, бассейн Камы) и Северную Кельтму (приток Вычегды, бассейн Северной Двины).
Канал являлся неотъемлемой частью Северо-Екатерининского водного пути (назван в честь Екатерины II). Канал имел местное значение, обеспечивал товарообмен между Усть-Сысольским уездом Вологодской губернии и Чердынским и Соликамским уездами Пермской губернии.:с. 8

## Географическое положение
Канал расположен в сквозной Кельтминской ложбине, связывающей верховья Вычегды и Камы. Через эту палеодолину в Кельтменской депрессии во время оледенения происходил переток вод (Кельтминский спиллвей) из Вычегды в Каму (из-за того, что Вычегда была запружена ледником). Последний переток воды с севера на юг происходил здесь ок. 100 тыс. лет назад.
Канал окружён поясом болот шириной 8 — 14 км.
На северном конце канала находится деревня Канава.

## История
Идея устройства канала приписывается Татищеву В. Н.:с. 8 Водный путь задумывался как эффективный путь доставки сибирских товаров в Архангельский порт, вместо давно существующего волока на пути из Астрахани в Архангельск (до постройки канала была также возможность провода грузовых судов через болотистую низину в период весеннего половодья:с. 8).
В месте максимального сближения верхних течений Северной Кельтмы и Джурича был прорыт судоходный канал длиной 17,6 км. Канал строился 36 лет с перерывами, с 1785 по 1822 годы. С 1804 по 1811 годы строительством руководил Карл Фёдорович Модерах. В 1812 году было принято решение оставить канал в недостроенном виде, чтобы он мог применяться хотя бы для весеннего судоходства.
К 1822 году на канале были сооружены шлюзы, но реки Северная и Южная Кельтмы и Джурич не были расчищены. Судоходство по каналу было возможно только при высоких весенних водах.
В 1822 году канал был открыт и за время работы по нему прошло более шестидесяти судов с грузом. Однако уже в 1838 году канал был закрыт по экономическим причинам. Из-за маловодья, типичного для верховьев любых рек, канал перестал выполнять свои функции. После закрытия судоходство продолжалось ещё в течение девяти лет.
В 1890 году Ю. М. Шокальский отправился для исследования Вычегды, Сосьвы и Тавды для изучения вопроса о возможности использовать эти реки в качестве путей, соединяющих Архангельск с Западной Сибирью, в случае проведения железной дороги между их верховьями. Закончив работы на Вычегде, Шокальский поднялся по Северной Кельтме до Северного Екатерининского канала. Северная Кельтма оказалась неудобной для судоходства: мелководная, узкая и местами завалена лесом. Канал пришел в негодность, заилился и шлюзы его были разрушены. Местные крестьяне устроили на нем плотины для мельниц, которые удерживают часть воды в канале и дают возможность проходить каналом на лодке, переплывая через плотины. Южная Кельтма и река Джурич удобнее для плавания, но также мелководны.
- Северный вход (на реке Северная Кельтма), 1890 г.
- Водяная мельница, 1890 г.
- Водяная мельница, 1890 г.

В 1915 году производилась расчистка канала с использованием труда военнопленных.
В бассейн Северной Двины стерлядь перешла из Камы через канал в начале 1830-х годов.

## Проекты развития
В 1927 году была предложена переброска части стока рек Печоры и Вычегды в реку Каму через объединённое водораздельное водохранилище.:с. 13 В 1933 году предлагалось построить плотину на Вычегде у устья реки Кельтмы:с. 14 или в районе Усть-Кулома.:с. 15 От сооружения огромного водохранилища на реках Печоре и Вычегде с самотечной подачей воды в Каму отказались в 1960-х годах:с. 46. В 1980-х годах:с. 101 рассматривался вариант с созданием Усть-Куломского водохранилища на Вычегде, Северо-Кельтменского и Южно-Кельтменского гидроузлов на тракте подачи воды и канала по Южной Кельтме до Камы.:с. 102 Также рассматривался вариант, когда на Вычегде устраивается Усть-Куломский гидроузел, из которого вода закачивается в Северо-Кельтменское и Южно-Кельтменское водохранилища, а затем сбрасывается в Каму.:с. 104

## Современное состояние
В настоящее время канал разрушен. Русло обмелело, берега обросли лесом (преимущественно берёзами) и обвалились так, что в некоторых местах канал выглядит как канава шириной несколько метров, заполненная стоячей водой. Каналом пользуются местные жители для сообщения на моторных лодках.